# Copa Sevilla 1995
Il Copa Sevilla 1995 è stato un torneo di tennis facente parte della categoria ATP Challenger Series nell'ambito dell'ATP Challenger Series 1995. Il torneo si è giocato a Siviglia in Spagna dal 3 all'8 luglio 1995 su campi in terra gialla.

## Vincitori

### Singolare
Dirk Dier ha battuto in finale  Juan Luis Rascón Lope con il punteggio di 7–5, 6–2.

### Doppio
Martijn Bok /  Tom Vanhoudt hanno battuto in finale  Francisco Montana /  Claude N'goran con il punteggio di 6–2, 6–2.